# Injong van Joseon
Koning Injong, geboren als Yi Ho, was de twaalfde vorst van de Koreaanse Joseondynastie. De ambitieuze vorst wilde de corruptie aan het hof aanpakken, maar was te vaak ziek. Hij stierf dan ook al één jaar nadat hij de troon besteeg. Geruchten gaan dat hij vergiftigd was.
Zijn halfbroer Myeongjong besteeg de troon na de dood van Injong.

## Volledige postume naam
- Koning Injong Yeongjeong Heonmun Euimu Jangsuk Heumhyo de Grote van Korea
- 인종영정헌문의무장숙흠효대왕
- 仁宗榮靖獻文懿武章肅欽孝大王

- Library of Congress Control Number: n85389648
- Virtual International Authority File: 65473089
- WorldCat: E39PBJk8WggjxYvt6JRxRMBkjC